# Combres-sous-les-Côtes
Combres-sous-les-Côtes ist eine französische Gemeinde mit 108 Einwohnern (Stand: 1. Januar 2022) im Département Meuse in der Region Grand Est (bis 2015: Lothringen). Die Gemeinde gehört zum Arrondissement Verdun, zum Kanton Étain und zum Gemeindeverband Territoire de Fresnes-en-Woëvre.

## Geografie
Die Gemeinde liegt im 1974 gegründeten Regionalen Naturpark Lothringen. Umgeben wird Combres-sous-les-Côtes von den Nachbargemeinden Trésauvaux im Norden, Saulx-lès-Champlon im Osten, Herbeuville im Südosten, Saint-Remy-la-Calonne im Südwesten sowie Les Éparges im Westen.

## Geschichte
Während des Ersten Weltkriegs wurde die durch das Gemeindegebiet verlaufende Front bis Dezember 1914 vom französischen 301. Infanterieregiment gehalten. Am 1. Januar 1915 durchbrach die deutsche Armee die Frontlinie.

## Bevölkerungsentwicklung
| Jahr                       | 1962 | 1968 | 1975 | 1982 | 1990 | 1999 | 2006 | 2011 | 2019 |
| Einwohner                  | 120  | 110  | 95   | 103  | 114  | 119  | 107  | 117  | 119  |
| Quellen: Cassini und INSEE |      |      |      |      |      |      |      |      |      |

## Sehenswürdigkeiten
- Kirche Saint-Étienne, erbaut im 17. Jahrhundert, im Ersten Weltkrieg zerstört und 1926 wieder aufgebaut

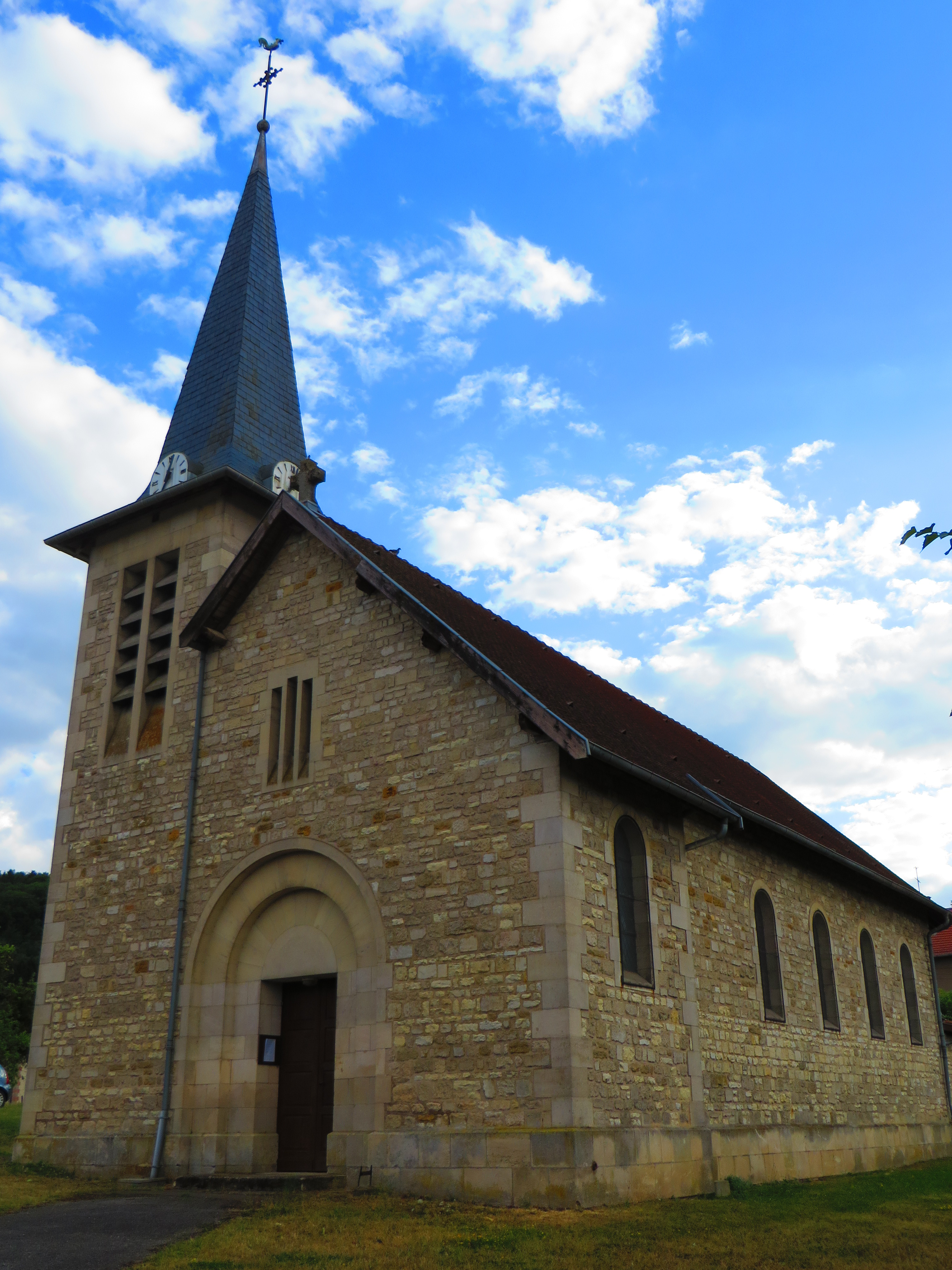
Kirche Saint-Étienne